# Walisische Badmintonmeisterschaft 1976
Die Walisische Badmintonmeisterschaft 1976 fand in Deganwy statt. Es war die 24. Austragung der nationalen Titelkämpfe im Badminton in Wales.

## Titelträger
| Disziplin    | Sieger                            |
| ------------ | --------------------------------- |
| Herreneinzel | S. Gully                          |
| Dameneinzel  | Angela Dickson                    |
| Herrendoppel | Brian Jones David Colmer          |
| Damendoppel  | Angela Dickson Sue Brimble        |
| Mixed        | Howard R. Jennings Angela Dickson |